# Ephelis pudicalis
Ephelis pudicalis là một loài bướm đêm trong họ Crambidae.

## Hình ảnh

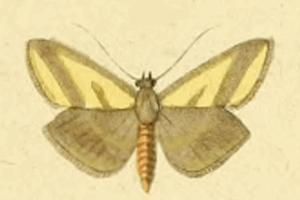